# Меркуловский (Ростовская область)
Мерку́ловский — хутор в Шолоховском районе Ростовской области России. Административный центр Меркуловского сельского поселения.

## География
Хутор расположен на правом берегу реки Дон, напротив впадения в него реки Решетовка.
Расстояние до районного центра с учётом доступа транспортом — 24 км.

## Население
| 2010 |
| ---- |
| 1336 |

## Улицы
| - пер. Братский, - пер. Вишневый, - пер. Донской, - пер. Кооператор, - пер. Новый, | - пер. Озерный, - пер. Победы, - пер. Подъемный, - пер. Садовый, - пер. Степной, | - пер. Тупиковый, - ул. Восточная, - ул. Западная, - ул. Каменная, - ул. Мелиораторов, | - ул. Мира, - ул. Морская, - ул. Центральная, - ул. Чехова, - ул. Шолохова. |

## Известные уроженцы
- Грачёв, Александр Матвеевич (1912—1973) — советский дальневосточный писатель-прозаик и публицист.